# James Austin (empresário)
James Austin (6 de março de 1813 — 27 de fevereiro de 1897) foi um proeminente empresário de Toronto do século XIX e o construtor da Spadina House, agora um museu.

## Vida e carreira
Ele nasceu em Tandragee, County Armagh, Irlanda do Norte, de uma família metodista. Ele emigrou para o Canadá aos dezesseis anos, junto com seus pais, e tornou-se aprendiz de um impressor, William Lyon Mackenzie. Embora não esteja diretamente envolvido, sua estreita associação com Mackenzie levou Austin a fugir para os Estados Unidos após a Rebelião do Alto Canadá de 1837.
Em 1843, os envolvidos na rebelião receberam anistia e Austin voltou para Toronto. Entrando nos negócios, ele se juntou a Patrick Foy para fundar a Austin & Foy Wholesale Company no Daniel Brooke Building, na esquina das ruas King e Jarvis em Toronto. A empresa atacadista teve sucesso, mas Austin estava interessado em buscar outros empreendimentos e foi dissolvido em 1870, deixando Austin com uma quantia justa de dinheiro.
Ele então se tornou um ator central no mundo financeiro de Toronto. Em 1871, ele fundou o The Dominion Bank, ancestral do atual Toronto-Dominion Bank. Ele permaneceu presidente dessa instituição até sua morte, mas também esteve envolvido em muitas outras. Tornou-se presidente da Queen City e das companhias de seguros Corpo a Corpo e presidente da Companhia Canadense de Hipotecas do Norte da Escócia. Ele também esteve envolvido na Companhia de Gás de Consumidores, sendo um de seus diretores fundadores. Em 1881, ele aumentou seu controle sobre o gás de consumo e tornou-se presidente dessa empresa.
Em 1844, ele se casou com Susan Bright e eles tiveram cinco filhos. Seu filho mais velho, Charles, morreu aos 13 anos, e seu segundo filho, James (Jim), morreu de pneumonia aos 38. Em 1866, ele construiu a Spadina House para abrigar sua família, que agora é um museu.
Ele manteve todas as suas posições até sua morte, apesar de sofrer de surdez no final da vida. Ele morreu após vários meses de doença aos oitenta e quatro anos. Na sua morte, ele tinha uma fortuna de cerca de 300 mil dólares, que foi dividida entre seu filho e filha. Seus interesses comerciais e sua casa foram repassados a seu filho sobrevivente, Albert William Austin.

## Legado
- Austin Terrace, Toronto - anteriormente um passeio de carro para a Casa Loma até a Bathurst Street.[3]
- Austin Crescent, Toronto - rua residencial perto de Austin Terrace
- Biografia no dicionário de biografia canadense on-line